# Cypriotisch schrift
Het klassieke Cypriotische schrift is een lettergrepenschrift dat in de 11de tot de 3de eeuw v.Chr. in Cyprus in gebruik was. Dit was dus nog voordat er sprake was van het Cypriotische dialect - onderdeel van de Arcadisch-Cypriotische dialectgroep van het oude Grieks - en de autochtone Eteokyprische taal.
Het klassieke Cypriotische schrift werd meestal geschreven van rechts naar links, maar er zijn ook enkele inscripties geschreven van links naar rechts. Het werd al in de 19e eeuw ontcijferd door de Brit George Smith. 
De klassieke Cypriotische geschriften gaan terug op het Cypro-Minoïsche schrift of het Oud-Cyprische lineaire schrift, dat sterk lijkt op het lineaire schrift A uit Kreta en waarschijnlijk in de 15e eeuw v.Chr. door contacten met Kreta, mogelijk ook met de Myceense Grieken kwam naar het eiland. 
Het lettertype is opgenomen in Unicode in het block "Cypriotisch schrift" en is dus gestandaardiseerd voor gebruik op computersystemen.

## Karakters van het Cypriotische schrift
|    | -a | -e | -i | -o | -u |
| -- | -- | -- | -- | -- | -- |
|    | 𐠀  | 𐠁  | 𐠂  | 𐠃  | 𐠄  |
| w  | 𐠲  | 𐠳  | 𐠴  | 𐠵  |    |
| z  | 𐠼  |    |    | 𐠿  |    |
| j  | 𐠅  |    |    | 𐠈  |    |
| k  | 𐠊  | 𐠋  | 𐠌  | 𐠍  | 𐠎  |
| L- | 𐠏  | 𐠐  | 𐠑  | 𐠒  | 𐠓  |
| m- | 𐠔  | 𐠕  | 𐠖  | 𐠗  | 𐠘  |
| n- | 𐠙  | 𐠚  | 𐠛  | 𐠜  | 𐠝  |
| KS | 𐠷  | 𐠸  |    |    |    |
| p- | 𐠞  | 𐠟  | 𐠠  | 𐠡  | 𐠢  |
| r- | 𐠣  | 𐠤  | 𐠥  | 𐠦  | 𐠧  |
| s- | 𐠨  | 𐠩  | 𐠪  | 𐠫  | 𐠬  |
| t  | 𐠭  | 𐠮  | 𐠯  | 𐠰  | 𐠱  |